# Маліново (Дзялдовський повіт)
Маліново (пол. Malinowo, нім. Amalienhof) — село в Польщі, у гміні Дзялдово Дзялдовського повіту Вармінсько-Мазурського воєводства.
Населення — 121 особа (2011).
У 1975-1998 роках село належало до Цехановського воєводства.

## Демографія
Демографічна структура станом на 31 березня 2011 року:
|          | Загалом | Допрацездатний вік | Працездатний вік | Постпрацездатний вік |
| -------- | ------- | ------------------ | ---------------- | -------------------- |
| Чоловіки | 55      | 13                 | 35               | 7                    |
| Жінки    | 66      | 20                 | 37               | 9                    |
| Разом    | 121     | 33                 | 72               | 16                   |